# Rocznik Muzeum Mazowieckiego w Płocku
Rocznik Muzeum Mazowieckiego w Płocku – rocznik ukazujący się nieprzerwanie od 1972 w Płocku. Wydawcą jest Muzeum Mazowieckie. Ukazują się w nim artykuły, recenzje dotyczące historii regionu ziemi płockiej.